# Шевченки (Харьков)
Шевченки́ (в XVIII в. Шевченко́в хутор) — бывшее село, ныне исторический район на востоке города Харькова. Является частью Салтовки.
Расположен в пойме реки Харьков на её левом (южном) берегу. Ограничен с севера поймой ручья Глубокий, с востока улицей Академика Павлова, с юга рынком Барабашово, с запада поймой реки Харьков. Входит в Киевский административный район район Харькова.
Максимальная высота над уровнем моря (в 1937-1941) — 143,5 м. Население Шевченок — 10 тысяч человек.

## История
- В конце 18 либо начале 19 века основан хутор Шевченков в пойме реки Харьков на её правом берегу, на месте нынешней Журавлёвки и улицы Шевченко.
- На военно-топографических картах Шуберта середины 19 века Шивченков хутор расположен на правом берегу реки Харьков[7], а на месте нынешнего данного района Шевченки был Лащенков хутор.[8]
- Между хутором Лащенкова, располагавшимся ниже по течению реки на левом склоне Глубокого яра, и хутором Рыжова,[9] находившемся выше по течению Харькова на правом склоне Китлярчиного яра, в 1860-х годах находился стеариновый завод.
- В начале 1930-х годов (1929?) здесь был образован совхоз «огородного»[1] (овощного) направления, которому присвоили имя командующего Первой Конной армией РККА, взявшей Харьков у Добрармии Деникина 10-12 декабря 1919 года у белых, Семёна Будённого.
- В 1937[2]-1940 годах, перед ВОВ, в селе Шевченки были 258 дворов, кирпичный завод, совхоз имени Будённого и Шевченковский сельсовет;[6] на хуторе Рыжий[10] (бывшем Рыжова), располагавшемся непосредственно на южном берегу реки Харьков выше по её течению, было 30 дворов.[11].
- В 1950-х годах (1961?) Шевченки были присоединены к Харькову и стали частью будущего жилого массива Салтовка.

## Происхождение названия
Название Шевченкова хутора не имеет отношения к поэту Тарасу Шевченко, поскольку хутор появился до того, как Шевченко стал хоть как-то известен.
Шевченки, как и затем улица Шевченко, были названы по фамилии (прозванию) владельцев хутора.

## Достопримечательности
- Журавлёвский гидропарк, место отдыха.

### Реки, ручьи
- Харьков — левый приток Лопани.
- Китлярчин ручей[12] — левый приток Харькова.
- Глубокий ручей[13] — левый приток Харькова. Течёт вдоль улицы Владислава Зубенко.
- Журавлёвское водохранилище на реке Харьков. Имеет две части, разделённые дамбой Героев Труда. В верхней части имеются озёра Цветущее и Садовое (на деле заливы) и Данилов остров. В нижней части имеются Журавлёвский полуостров (платный), большой Пляжный остров, Гребной канал, Дренажный канал, Журавлёвская плотина.

## Транспортные коммуникации
Шевченки соединяются:
- с Московским проспектом — улицей Академика Павлова.

С центром города Шевченки связывает Салтовская линия метро, от станции Героев Труда до станции Исторический музей. На Шевченках находится станция метро Академика Павлова.
С другими районами города Шевченки также связывает линия трамвая:
№ 27 — к Московскому проспекту, Конному рынку, ст.м. Защитников Украины, проспекту Гагарина и району Новожаново — по ул. Академика Павлова.